# Chuyến bay 60 của All Nippon Airways
Chuyến bay 60 All Nippon Airways (ANA)  (全日空60便 Zennikkū 60 Bin) là vụ rơi một chiếc máy bay Boeing 727–81 đang thực hiện chuyến bay thương mại nội địa từ sân bay Chitose Sapporo đến Tokyo sân bay Haneda ở Tokyo. Vào ngày 4 tháng 2 năm 1966, tất cả 133 người trên máy bay đã tử nạn khi máy bay rơi xuống vịnh Tokyo cách 10,4 km (6,5 dặm) trong điều kiện thời tiết rõ ràng trong khi tiếp cận ban đêm. Vụ tai nạn là tồi tệ nhất liên quan đến một chiếc máy bay duy nhất cho đến thời điểm đó.

## Hành khách và phi hành đoàn
Máy bay chở 126 hành khách và phi hành đoàn gồm bảy người. Hầu hết các hành khách đã trở về từ Sapporo Lễ hội tuyết hàng năm, 600 dặm về phía bắc của Tokyo.

## Mô tả tai nạn
Bay trong thời tiết rõ ràng, chuyến bay 60 của ANA chỉ cách sân bay Haneda vài phút khi phi công của nó phát thanh, anh ta sẽ hạ cánh trực quan mà không cần dụng cụ. Sau đó chiếc máy bay biến mất khỏi màn hình radar.